# Salitre (kanton)
Salitre – kanton w prowincji Guayas, w Ekwadorze. Stolicą kantonu jest El Salitre.